# Hans-Robert Gareißen
Hans-Robert Gareißen (* 25. April 1944 in München) ist ein deutscher Brigadegeneral a. D.

## Militärische Laufbahn
Beförderungen
- 1966 Leutnant
- 1969 Oberleutnant
- 1972 Hauptmann
- 1981 Major
- 1986 Oberstleutnant
- 1994 Oberst
- 2000 Brigadegeneral

Gareißen trat am 1. Oktober 1964 als Soldat auf Zeit in den Dienst der Bundeswehr. Er durchlief alle Führungsebenen bis zum Bataillonskommandeur des Panzerbataillons (LEOPARD 2) 363 (Oberstleutnant) in Külsheim, mit dem er im Jahr 1987 erfolgreich am Internationalen CAT-Schießen teilnahm. Mit einem einjährigen Engagement im Stab des I. Korps in Münster/Westfalen legte er den Grundstein für seine Führungsverwendungen bis zum Dienstgrad Oberst in Tätigkeiten für die Presse- und Öffentlichkeitsarbeit, der Führung der Heeresunteroffiziersschule III, der  Zivil-Militärischen Zusammenarbeit im Regierungsbezirk Schwaben und der Führung der Sportschule der Bundeswehr in Warendorf. Im Jahr 2000 wurde er durch den Bundesminister der Verteidigung Scharping zum stellvertretenden Kommandeur der 7. Panzerdivision in Düsseldorf im Dienstgrad Brigadegeneral befördert.
Zum 1. Mai 2005 wurde er in den Ruhestand versetzt. Gareißen lebt in Münster. Er ist verheiratet und hat zwei Kinder.

## Verwendung im Einsatz
Vom Dezember 2000 bis Juni 2001 führte Gareißen das 2. (SFOR) Heereskontingent der Bundeswehr in Bosnien-Herzegowina und war in dieser Zeit auch der Nationale Befehlshaber im Einsatzland für alle deutschen Soldaten.

## Auszeichnungen
- 1985: Ehrenkreuz der Bundeswehr in Gold
- 1999: Medaille d’or de la Defense National der französischen Streitkräfte
- 2001: Einsatzmedaille der Bundeswehr und NATO für die Tätigkeit im Einsatz

## Tätigkeit im Ruhestand
Gareißen führte von 2007 bis 2009 ehrenamtlich die Sektion der Clausewitz-Gesellschaft in Bayern. Für Lions Clubs International (LCI) hat er das Amt des Distrikt Governors für den Distrikt Bayern Süd mit 107 Lionsclubs (3.700 Mitglieder) wahrgenommen und wurde für die ehrenamtliche Leistung mit dem höchsten Award, dem Melvin Jones Fellow, ausgezeichnet. Darüber hinaus gibt er die beruflichen Erfahrungen seiner Führungstätigkeit und der damit verbundenen Personalführungsverantwortung in Seminare an Studenten in Deutschland und an Stipendiaten für den Aufbau der Kommunalen Verwaltung in Zentralasien der Hanns-Seidel-Stiftung weiter. Ebenso schult er junge Führungskräfte in Start-ups in Personalführung.